# Guanzhuang (köpinghuvudort i Kina, Hunan Sheng, lat 28,53, long 110,90)
Guanzhuang (kinesiska: 官庄, 官庄镇) är en köpinghuvudort i Kina. Den ligger i provinsen Hunan, i den södra delen av landet, omkring 210 kilometer väster om provinshuvudstaden Changsha. Antalet invånare är 44 298. Befolkningen består av 21 310 kvinnor och 22 988 män. Barn under 15 år utgör 14,0 %, vuxna 15-64 år 72 %, och äldre över 65 år 12,0 %.
Runt Guanzhuang är det ganska tätbefolkat, med 185 invånare per kvadratkilometer. Guanzhuang är det största samhället i trakten. I omgivningarna runt Guanzhuang växer i huvudsak blandskog.
Genomsnittlig årsnederbörd är 1 936 millimeter. Den regnigaste månaden är maj, med i genomsnitt 360 mm nederbörd, och den torraste är december, med 48 mm nederbörd.